# نيليدا بينون
نيليدا بينون (3 مايو 1937 - 17 ديسمبر 2022) كاتبة وأستاذة برازيلية. في وقت وفاتها كانت "تعتبر من بين الكتاب الأوائل في البرازيل اليوم".
انتُخبت في الأكاديمية البرازيلية للأحرف في 27 يوليو 1989 للمقعد الذي تشغله باردال ماليت وهي شاغلة خامسة فيه. تولت منصبها في 3 مايو 1990. كانت أول امرأة تشغل منصب رئيس الأكاديمية البرازيلية للآداب بين عامي 1996 و1997.